# Byšice
Byšice är en ort i Tjeckien.   Den ligger i regionen Mellersta Böhmen, i den centrala delen av landet, 28 km nordost om huvudstaden Prag. Byšice ligger 200 meter över havet och antalet invånare är 1 170.
Terrängen runt Byšice är platt. Runt Byšice är det ganska tätbefolkat, med 62 invånare per kvadratkilometer. Närmaste större samhälle är Neratovice, 8,7 km sydväst om Byšice. Trakten runt Byšice består till största delen av jordbruksmark.